# 月光シアター
『月光シアター』（げっこうシアター）は、2005年2月23日に発売された谷山浩子の通算32作目のアルバムである。

## 概要
第1曲から第6曲は、大森博史とのユニットである「空間読書の会」による2004年8月の公演『第七官界彷徨』 (尾崎翠原作) の劇中歌である。第9曲から第12曲は、企画シリーズ「幻想図書館」の2002年7月の公演『不思議の国のアリス』の劇中歌であり、谷山の知人である俳優がコーラスで参加している。

## 収録曲
1. 空の駅
2. ありふれた恋の歌
3. ねむの花咲けばジャックはせつない
4. 片恋の唄
5. 道草をくったジャック
6. 第七官界彷徨～intermission
7. パラソル天動説
8. 雨の国・雨の舟
9. ハートのジャックがパイとった
10. ウサギ穴
11. 公爵夫人の子守唄
12. ハートのジャックが有罪であることの証拠の歌
13. アトカタモナイノ国
14. きみの時計がここにあるよ

- 作曲：谷山浩子（全曲）
- 作詞：谷山浩子（1 - 8, 10, 13 - 14）、日本語詞：矢川澄子（9,11）、谷山浩子（12）
- 編曲：石井AQ・谷山浩子（全曲）
- ディレクター：鈴木道夫